# Campionato europeo femminile under 18 di pallavolo 2007
Il campionato europeo pre-juniores di pallavolo femminile 2007 si è svolto dal 10 al 15 aprile 2007 a Brno, in Repubblica Ceca. Al torneo hanno partecipato 12 squadre nazionali europee e la vittoria finale è andata per la prima volta alla Germania.

## Qualificazioni
Hanno partecipato al campionato europeo pre-juniores la nazionale del paese ospitante, la prima classificata al campionato europeo pre-juniores 2005 e dieci squadre provenienti dai gironi di qualificazioni.

## Gironi
Dopo la prima fase a gironi, le prime due classificate hanno acceduto ai quarti di finale per il primo posto, mentre le ultime classificate hanno acceduto alle semifinali per il nono posto; le squadre vincenti ai quarti di finale hanno acceduto alle semifinali per il primo posto, mentre le perdenti hanno acceduto alle semifinali per il quinto posto.
| Girone A                 | Girone B                | Girone C                   | Girone D               |
| ------------------------ | ----------------------- | -------------------------- | ---------------------- |
| Francia Rep. Ceca Serbia | Germania Polonia Russia | Belgio Paesi Bassi Ucraina | Estonia Italia Turchia |

## Fase finale

### Finali 1º - 3º posto
|  | Quarti      | Quarti   |          |        | Semifinale         | Semifinale         |  |  | Finale 1º/2º posto | Finale 1º/2º posto |
|  |             |          |          |        |                    |                    |  |  |                    |                    |
|  |             |          |          |        |                    |                    |  |  |                    |                    |
|  |             |          |          |        |                    |                    |  |  |                    |                    |
|  | Serbia      | 3        |          |        |                    |                    |  |  |                    |                    |
|  | Serbia      | 3        |          |        |                    |                    |  |  |                    |                    |
|  | Russia      | 0        |          |        |                    |                    |  |  |                    |                    |
|  | Russia      | 0        | Serbia   | 3      |                    |                    |  |  |                    |                    |
|  |             |          | Serbia   | 3      |                    |                    |  |  |                    |                    |
|  |             | Italia   | 0        |        |                    |                    |  |  |                    |                    |
|  | Italia      | Italia   | 0        | 3      |                    |                    |  |  |                    |                    |
|  | Italia      |          |          | 3      |                    |                    |  |  |                    |                    |
|  | Paesi Bassi | 0        |          |        |                    |                    |  |  |                    |                    |
|  | Paesi Bassi | 0        | Serbia   | 0      |                    |                    |  |  |                    |                    |
|  |             |          | Serbia   | 0      |                    |                    |  |  |                    |                    |
|  |             | Germania | 3        |        |                    |                    |  |  |                    |                    |
|  | Belgio      | Germania | 3        | 3      |                    |                    |  |  |                    |                    |
|  | Belgio      |          |          | 3      |                    |                    |  |  |                    |                    |
|  | Turchia     | 0        |          |        |                    |                    |  |  |                    |                    |
|  | Turchia     | 0        | Germania | 3      | Finale 3º/4º posto | Finale 3º/4º posto |  |  |                    |                    |
|  |             |          | Germania | 3      | Finale 3º/4º posto | Finale 3º/4º posto |  |  |                    |                    |
|  |             | Belgio   | 1        |        |                    |                    |  |  |                    |                    |
|  | Germania    | Belgio   | 1        | 3      | Italia             | 3                  |  |  |                    |                    |
|  | Germania    |          |          | 3      | Italia             | 3                  |  |  |                    |                    |
|  | Francia     | 1        |          | Belgio | 1                  |                    |  |  |                    |                    |
|  | Francia     | 1        |          |        | 1                  |                    |  |  |                    |                    |
|  |             |          |          |        |                    |                    |  |  |                    |                    |
|  |             |          |          |        |                    |                    |  |  |                    |                    |

### Finali 5º - 7º posto
|  | Semifinali  | Semifinali  | Semifinali |        |         | 5º/6º posto | 5º/6º posto | 5º/6º posto |  |
|  |             |             |            |        |         |             |             |             |  |
|  | Francia     | Francia     | 0          |        |         |             |             |             |  |
|  | Francia     | Francia     | 0          |        |         |             |             |             |  |
|  | Turchia     | Turchia     | 3          |        |         |             |             |             |  |
|  | Turchia     | Turchia     | 3          |        | Turchia | Turchia     | 0           |             |  |
|  |             |             |            |        | Turchia | Turchia     | 0           |             |  |
|  |             |             | Russia     | Russia | 3       |             |             |             |  |
|  | Russia      | Russia      | Russia     | Russia | 3       | 3           |             |             |  |
|  | Russia      | Russia      |            |        |         | 3           |             |             |  |
|  | Paesi Bassi | Paesi Bassi | 1          |        |         | 7º/8º posto | 7º/8º posto | 7º/8º posto |  |
|  | Paesi Bassi | Paesi Bassi | 1          |        |         |             |             |             |  |
|  |             |             |            |        |         |             |             |             |  |
|  |             |             |            |        |         | Francia     | Francia     | 1           |  |
|  |             |             |            |        |         | Francia     | Francia     | 1           |  |
|  |             |             |            |        |         | Paesi Bassi | Paesi Bassi | 3           |  |

### Finali 9º - 11º posto
|  | Semifinali | Semifinali | Semifinali |         |           | 9º/10º posto  | 9º/10º posto  | 9º/10º posto  |  |
|  |            |            |            |         |           |               |               |               |  |
|  | Rep. Ceca  | Rep. Ceca  | 3          |         |           |               |               |               |  |
|  | Rep. Ceca  | Rep. Ceca  | 3          |         |           |               |               |               |  |
|  | Polonia    | Polonia    | 2          |         |           |               |               |               |  |
|  | Polonia    | Polonia    | 2          |         | Rep. Ceca | Rep. Ceca     | 3             |               |  |
|  |            |            |            |         | Rep. Ceca | Rep. Ceca     | 3             |               |  |
|  |            |            | Estonia    | Estonia | 2         |               |               |               |  |
|  | Ucraina    | Ucraina    | Estonia    | Estonia | 2         | 0             |               |               |  |
|  | Ucraina    | Ucraina    |            |         |           | 0             |               |               |  |
|  | Estonia    | Estonia    | 3          |         |           | 11º/12º posto | 11º/12º posto | 11º/12º posto |  |
|  | Estonia    | Estonia    | 3          |         |           |               |               |               |  |
|  |            |            |            |         |           |               |               |               |  |
|  |            |            |            |         |           | Polonia       | Polonia       | 3             |  |
|  |            |            |            |         |           | Polonia       | Polonia       | 3             |  |
|  |            |            |            |         |           | Ucraina       | Ucraina       | 1             |  |

## Podio

### Campione
Formazione: 1 Victoria Bieneck, 2 Lenka Dürr, 3 Patricia Grohmann, 4 Janine Hinderlich, 5 Saskia Hippe, 6 Berit Kauffeldt, 7 Sina Kostorz, 8 Lena Möllers, 9 Sarah Petrausch, 10 Juliane Pohle, 11 Sandra Sydlik, 12 Janine Völker, CT: -

### Secondo posto
Formazione: 1 Sanja Bursać, 2 Kristina Đurić, 3 Marija Jovanović, 4 Sanja Malagurski, 5 Tijana Malešević, 6 Danica Marković, 7 Marija Milosavljević, 8 Nađa Ninković, 9 Marija Pucarević, 10 Nina Rosić, 11 Natasa Siljković, 12 Stefana Veljković, CT: -

### Terzo posto
Formazione: 1 Claudia Cagninelli, 2 Stefania Corna, 3 Laura Frigo, 4 Alessia Gennari, 5 Francesca Gentili, 6 Bruna Mautino, 7 Viktoria Orsi Toth, 8 Laura Partenio, 9 Noemi Signorile, 10 Immacolata Sirressi, 11 Valentina Zago, 12 Marina Zambelli, CT: -

## Classifica finale
| Classifica | Squadre     | Qualificazione                       |
| ---------- | ----------- | ------------------------------------ |
| Oro        | Germania    | Campionato europeo pre-juniores 2009 |
| Argento    | Serbia      |                                      |
| Bronzo     | Italia      |                                      |
| 4          | Belgio      |                                      |
| 5          | Russia      |                                      |
| 6          | Turchia     |                                      |
| 7          | Paesi Bassi |                                      |
| 8          | Francia     |                                      |
| 9          | Rep. Ceca   |                                      |
| 10         | Estonia     |                                      |
| 11         | Polonia     |                                      |
| 12         | Ucraina     |                                      |